# Albera Ligure
Albera Ligure település Olaszországban, Piemont régióban, Alessandria megyében. Lakosainak száma 303 fő (2023. január 1.). Albera Ligure Cabella Ligure, Cantalupo Ligure, Fabbrica Curone, Montacuto és Rocchetta Ligure községekkel határos.

## Népesség
A település népessége az elmúlt években az alábbi módon változott:
| Lakosok száma | 312  | 308  | 303  |
|               | 2017 | 2018 | 2023 |